# Arnaud Claass
Arnaud Claass (né le 16 juin 1949 à Paris) est un photographe et théoricien de la photographie français.

## Biographie
Après des études musicales, Arnaud Claass décide en 1968 de se consacrer à la photographie. Il travaille principalement aux États-Unis jusqu’au milieu des années 1970, vivant du reportage, qu'il oriente progressivement vers une œuvre plus personnelle. Partant d'une photographie de l'errance, inspirée de Robert Frank, Walker Evans, Harry Callahan et d'autres maîtres de la modernité européenne comme Henri Cartier-Bresson, il développe la notion de série photographique, qui aboutit à l'ensemble Contretemps, qu'il expose au musée national d'art moderne (Centre Georges-Pompidou) en 1979, à l'invitation de Pierre de Fenoÿl et Alain Sayag.
Il opère ensuite un retour à l'idée de paysage en photographie. Puis son travail prend un tour plus intimiste : il développe au long des années 1980 une pratique de la disponibilité visuelle la plus attentive aux aléas de son environnement immédiat, chez lui ou en voyage (séries Continuités, Silences, Enfances). La série Précaire (1992-1996) envisage la fragilité des choses et des objets.  
L'ensemble suivant, Patience (1997-1998) redonne la part belle à l'environnement new-yorkais, dont les aspects sont saisis comme une sorte d'espace mental.  
Il passe à la couleur à la fin des années 1990, toujours concentré sur les jeux de la perception photographique la plus directe : séries Mémoire vive, Nuit optimale, Heure locale, qui sont, outre des expositions, autant de livres dans lesquels ses images s'entrecroisent avec son écriture.  
Depuis 2009, il compose des collages où ses propres photographies voisinent avec des images ou des fragments de textes issus de journaux, d'encyclopédies et autres matériaux imprimés. 
Ses œuvres sont présentes dans de nombreuses collections publiques et privées, parmi lesquelles le Musée national d'Art moderne, la Maison européenne de la photographie, le Fonds national d'art contemporain, le FRAC Lorraine, le National Museum of Modern Art (Tokyo), le musée des Beaux-Arts de Houston, l'Art Institute of Chicago, le Center for Creative Photography (université d'Arizona). 
En 1975, il participe à la création de Contrejour. Puis, dès 1979, Arnaud Claass s'est mis à publier des textes théoriques, où il développe entre autres une critique des catégories barthésiennes de l'analyse photographique, invitant à voir dans le travail du photographe ce que Michel Frizot appelle « une pratique d’apprivoisement des choses ». Il participe à l'aventure des Cahiers de la photographie créés par Gilles Mora, Denis Roche, Claude Nori, Jacques Clayssen... Depuis, il n'a cessé d'explorer la singularité du médium (terme qui est selon lui à redéfinir et non à refouler) et son histoire partiellement autonome. S'il refuse l'idée d'une « essence » de la photographie, il s'oppose aussi à sa dilution pure et simple dans les arts plastiques, bien qu'il s'intéresse à nombre d'artistes généralistes qui l'utilisent par intermittence. Il s'attaque surtout à l'illusion intellectualiste, assez répandue chez des « photographes plasticiens », selon laquelle la photographie pourrait être réduite à un simple « outil », rappelant qu'elle commande en grande partie les conduites et constructions de sens de celui ou celle qui croient la maîtriser. Il cite d'ailleurs souvent la fameuse remarque du photographe Charles Harbutt : « I don't take pictures, pictures take me ».  
Il devient professeur coordonnateur à l’École nationale supérieure de la photographie dès sa création en 1983. Outre son propre enseignement, il invite un grand nombre de personnalités, en un éventail s'ouvrant de l'esthétique la plus « froide » au reportage de guerre, du regard le plus contemplatif aux pratiques les plus existentielles, par exemple : Lewis Baltz, Lynne Cohen, Stanley Greene, Jane Evelyn Atwood, Victor Burgin, Luc Delahaye, Marc Trivier, Claire Chevrier, Jean-Christian Bourcart, Beat Streuli, et comme critiques ou théoriciens Bernard Lamarche-Vadel, Régis Durand. Il occupe ce poste à l'ENSP/Arles jusqu'en 2014.  
Si Arnaud Claass est perplexe devant certaines formes d'idolâtrie pour les nouvelles technologies, devant le déni du réel et le caractère souvent aseptisé des résultats obtenus, il ne les rejette nullement en bloc. C'est même parfois à leur lumière qu'il renouvelle ses analyses consacrées à la photographie directe. Il postule en effet que les techniques de pointe, vues à travers leurs meilleures productions, non seulement n'affaiblissent pas la photographie, mais en avivent la nécessité, comme le montre l'intérêt jamais démenti qu'elle suscite auprès des jeunes générations. Il traduit des auteurs ou artistes-théoriciens spécialistes des nouveaux médias encore mal connus en France qui lui paraissent détonner par rapport aux naïvetés du fétichisme technologique, tels Fred Ritchin, Geoffrey Batchen, Hiroshi Ishii, Lev Manovich...
Depuis de nombreuses années, il est invité régulièrement en tant qu’artiste, critique et enseignant à l'International Center of Photography de New York, à l’École des arts appliqués de Vevey en Suisse, au Hooge Institut Voor Schone Kunst d'Anvers, à l'Institute of Arts, Design and Technology de Dublin, à la Fondazione Marangoni de Florence, à la Haute Ecole d'Art et de Design (Genève)...

## Expositions
Expositions personnelles (sélection) :
- 1978 : musée national d'art moderne (Centre Georges-Pompidou)
- 15 janvier - 14 février 1982 : Bibliothèque nationale, Paris[5].
- 1985 : galerie Michèle Chomette
- 1985 : musée Nicéphore-Niepce
- 1986 : The High Museum, Atlanta
- 1988 : Salzburg College
- 1989 : Galerie Michèle Chomette, Paris[6].
- 1990 : Artothèque, Vitré
- 1991 : Encontros da Imagen, Braga
- 1996 : 
  - Espace Van-Gogh, Arles[7].
  - Maison européenne de la photographie, Paris (rétrospective)
- 1997 : université de Salamanque (rétrospective)
- 1998 : Shapiro Gallery, San Francisco
- 1999 : Mois de la photo, Montréal (rétrospective)
- 2000 : palais des beaux-arts, Toulouse
- 2004 : musées de Sens
- 2012 : Rencontres d'Arles
- 2014 : 601Artspace, New York
- 2016 : Galerie Michèle Chomette

## Publications
- 1977 : Ellipses (Contrejour)
- 1978 : Contretemps (Punto e Virgola)
- 1989 : Silences, postface de Loïc Malle, Paris, Marval  (ISBN 2-86234-026-X)[6].
- 1996 : Photographies 1968-1995 (Actes Sud)
- 1997 : Précaire (Ediciones Universidad de Salamanca)
- 1999 : Patience (Fabiani)
- 1999 : Journal de travail (textes, Fabiani)
- 2002 : L’Image décentrée (textes, Yellow Now)
- 2004 : Mémoire vive (images et textes, Filigranes éditions)
- 2005 : Nuit optimale (images et textes, Filigranes éditions)
- 2008 : Heure locale (images et textes, Filigranes éditions)
- 2011 : Paul Strand (préfacier, coll. « Photo Poche », Actes Sud)
- 2012 : Le Réel de la photographie (textes, Filigranes éditions)
- 2014 : Du temps dans la photographie (textes, Filigranes éditions)
- 2017 : La considération photographique (textes, Filigranes éditions)
- 2018 : Essai sur Robert Frank (textes, Filigranes éditions)
- 2021 : L'intuition photographique, suivi de Regard perdu (textes, Filigranes éditions)
- 2022 : Orientations photographiques, suivi de Réflexions sur le cas Vivian Maier (textes, Filigranes éditions)
- 2023 : La plénitude photographique (textes, Filigranes éditions)

## Filmographie
- Arnaud Claass, film de 26 min. co-réalisé par Patrick Roegiers et Bruno Trompier, Maison européenne de la photographie, 1986.